# Марк Меций Руф
Марк Меций Руф (на латински: Marcus Maecius Rufus) е политик и сенатор на Римската империя през 1 век.
По времето на император Веспасиан Меций Руф е проконсул на провинцията Витиния и Понт. През ноември и декември 81 г. е суфектконсул заедно с Тит Турпилий Декстер. От 83 до 86 г. е проконсул на Азия.